# Dyscherus storthodontoides
Dyscherus storthodontoides – gatunek chrząszcza z rodziny biegaczowatych, podrodziny Scritinae i plemienia Scaritini.

## Występowanie
Gatunek ten jest endemitem Madagaskaru, gdzie jest rzadkim chrząszczem znanym jedynie z lasów deszczowych gór Andringitra i okolic Vondrozo.